# Parafia Najświętszego Serca Pana Jezusa w Opatówku
Parafia Najświętszego Serca Pana Jezusa w Opatówku – rzymskokatolicka parafia w mieście Opatówek w województwie wielkopolskim. Należy do dekanatu Opatówek diecezji kaliskiej. Erygowana w 1370. Mieści się przy ulicy Kościelnej. Prowadzą ją księża diecezjalni.

## Kościół parafialny
Kościół został wybudowany w stylu neogotyckim w latach 1905–1912 według projektu Architekta Konstantego Wojciechowskiego.